# Nati nel 1924/Senza giorno specificato
| Questa pagina contiene informazioni ricavate automaticamente dalle voci biografiche con l'ausilio del template Bio e di un bot. L'aggiornamento è periodico e automatico e ricostruisce completamente la pagina. Se manca una persona in questa lista, sei pregato di non aggiungerla, ma accertati piuttosto che la sua voce biografica contenga il template Bio e che i dati anagrafici siano correttamente compilati. Se il template Bio manca, inseriscilo tu stesso o, in alternativa, metti l'avviso {{tmp\|Bio}} che ne segnala la mancanza. Se i dati riportati sono sbagliati, correggi direttamente la voce biografica; le modifiche saranno visibili in questa lista entro pochi giorni. Per chiarimenti vedi il progetto biografie. La lista contiene solo le 102 persone che sono citate nell'enciclopedia e per le quali è stato implementato correttamente il template Bio. Pagina aggiornata al 18 ago 2025. |

- Moulay Ali Alaoui, diplomatico marocchino († 1988)
- Jenny Bassani, pittrice e scrittrice italiana († 2004)
- Age Bassi, giornalista e scrittore italiano († 1996)
- Sirio Bellucci, pittore italiano († 2013)
- Cristoforo Bendazzi, partigiano italiano († 1945)
- Francesco Berarducci, architetto italiano († 1992)
- Rosetta Boninsegna, pittrice italiana († 1972)
- Maša Bruskina, infermiera bielorussa († 1941)
- Luciano Budigna, poeta, critico d'arte e traduttore italiano († 1988)
- Kamal Nasser, rivoluzionario, politico e scrittore palestinese († 1973)
- Luigi Cappello, partigiano e antifascista italiano († 1945)
- Angelo Caramel, pittore italiano († 1970)
- Francis Carr, storico e saggista britannico († 2009)
- Manlio Livio Cassandro, medico e politico italiano († 1973)
- Liana Castelfranchi, storica dell'arte italiana († 2013)
- Jacinto Cayco, nuotatore filippino († 2021)
- Ottavio Cecchi, scrittore e giornalista italiano († 2005)
- Elda Cerchiari Necchi, storica dell'arte italiana († 2019)
- Lanfranco Colombo, fotografo e gallerista italiano († 2015)
- Aniello Coppola, giornalista italiano († 1987)
- Lando Cosi, rugbista a 15 e allenatore di rugby a 15 italiano († 2015)
- Dušan Cvetković, ex calciatore jugoslavo
- Casiano Céspedes, calciatore paraguaiano
- Nemi D'Agostino, anglista italiano († 1992)
- Elio De Cupis, partigiano italiano († 1944)
- Lauretta De Lauri, attrice e ballerina italiana († 2008)
- Giorgio De Maria, scrittore, commediografo e pianista italiano († 2009)
- Giuliani G. De Negri, produttore cinematografico e sceneggiatore italiano († 1992)
- Giuseppe Del Mei, partigiano italiano († 1944)
- Roberto Denti, scrittore italiano († 2013)
- Riccardo Domenici, scenografo e costumista italiano
- Lucia Drudi Demby, scrittrice, traduttrice e sceneggiatrice italiana († 1995)
- Eva Ferencz, cestista rumena († 2013)
- Eugenio Fernandi, tenore italiano († 1991)
- Piero Forcella, giornalista italiano († 2008)
- Sally Gabori, artista e costumista australiana († 2015)
- Livia Galimberti, mezzofondista italiana († 2021)
- Wanis Gheddafi, politico libico († 1986)
- Morte di Hedviga Golik, croata († 1966)
- Armando González, calciatore paraguaiano
- Samim Göreç, cestista e allenatore di pallacanestro turco († 2000)
- Erich von Gotha, fumettista britannico
- Raúl Guerrero, cestista ecuadoriano († 1994)
- Giuseppe Guerrini, naturalista e storico italiano († 2006)
- Margaret Hendrie, scrittrice nauruana († 1990)
- Sérgio Hingst, attore brasiliano († 2004)
- Hoo Cha-pen, cestista e allenatore di pallacanestro taiwanese († 2004)
- Samiba Khalil, attivista palestinese († 1999)
- Giovanni Klaus Koenig, architetto, designer e storico dell'architettura italiano († 1989)
- Jocelyne LaGarde, attrice francese († 1979)
- Madeleine Lafon, danzatrice francese († 1967)
- Fud Leclerc, cantante francese († 2010)
- Rosario Magrì, scrittore italiano († 2005)
- Gianfranco Manara, pittore italiano († 1993)
- Antonio Mancuso, fumettista italiano
- Enzo Mandruzzato, latinista, traduttore e poeta italiano († 2012)
- Ferdinando Merighi, regista italiano
- Andrea Giovanni Micheletti, partigiano italiano († 1945)
- Ta Mok, politico, rivoluzionario e militare cambogiano († 2006)
- Alexandros Monastīriōtīs, pallanuotista greco
- Furio Monicelli, scrittore italiano († 2011)
- Rosa Moselli, compositrice e cantante italiana († 2013)
- Adriana Motti, giornalista e traduttrice italiana († 2009)
- Paulo Muwanga, politico ugandese († 1991)
- Annalisa Nasalli-Rocca, costumista italiana († 2007)
- István Nyers, calciatore ungherese († 2005)
- Piero Oberto, politico italiano († 2000)
- Giacomo Oreglia, scrittore, poeta e traduttore italiano († 2007)
- Missas Pantazopoulos, cestista e allenatore di pallacanestro greco († 2006)
- Loredana Pavone, modella e stilista italiana († 2010)
- Gabriel Peña, cestista ecuadoriano († 1976)
- Pengiran Anak Damit, regina bruneiana († 1979)
- Robert H. Perry, ingegnere statunitense († 1978)
- Giuliana Pinelli, attrice italiana
- Daniele Ponchiroli, curatore editoriale, scrittore e filologo italiano († 1979)
- Pierluigi Raggi, progettista italiano († 2012)
- Majid Rahnema, diplomatico iraniano († 2015)
- Dougal Robertson, agricoltore, marinaio e scrittore scozzese († 1991)
- Raffaella Rossi Manaresi, chimica italiana († 2011)
- Angelo Rossi, compositore, arrangiatore e partigiano italiano († 2012)
- Jovan Šajnović, direttore d'orchestra serbo († 2004)
- Alfonso Scirocco, storico italiano († 2009)
- Pushpa Lal Shrestha, politico nepalese († 1978)
- Ali Sidqi Azaykou, poeta, storico e attivista berbero († 2004)
- Ignazio Spalla, attore italiano († 1995)
- Hans Sundermann, botanico tedesco († 2002)
- Giorgio Susani, partigiano italiano († 1945)
- Rodica Sădeanu, pallavolista e cestista rumena
- Tevfik Tankut, cestista e nuotatore turco († 1995)
- Lavinia Taverna, nobile e scrittrice italiana († 1997)
- Pino Tosini, regista e sceneggiatore italiano († 2003)
- Pasquale Villani, storico italiano († 2015)
- Maria Vitale, soprano italiano († 1984)
- Miroslav Vondráček, cestista cecoslovacco
- Aleksej Konstantinovič Zaguljaev, entomologo russo († 2007)
- Qasem-Ali Zahirnejad, generale iraniano († 1999)
- Livio Zanetti, giornalista italiano († 2000)
- Alessandro Zannini, partigiano italiano († 1945)
- Renzo Zattoni, incisore italiano († 2009)
- Aḥmad Ezz al-Dīn Helāl, politico e ingegnere egiziano († 1996)
- Abd Allah bin Sa'ud Al Sa'ud, principe, politico e diplomatico saudita († 1997)
- Sa'd bin Sa'ud Al Sa'ud, principe, politico e militare saudita († 1977)